# Charaxes achaemenes
Charaxes achaemenes är en fjärilsart som beskrevs av Felder 1866. Charaxes achaemenes ingår i släktet Charaxes och familjen praktfjärilar. Inga underarter finns listade i Catalogue of Life.

## Bildgalleri

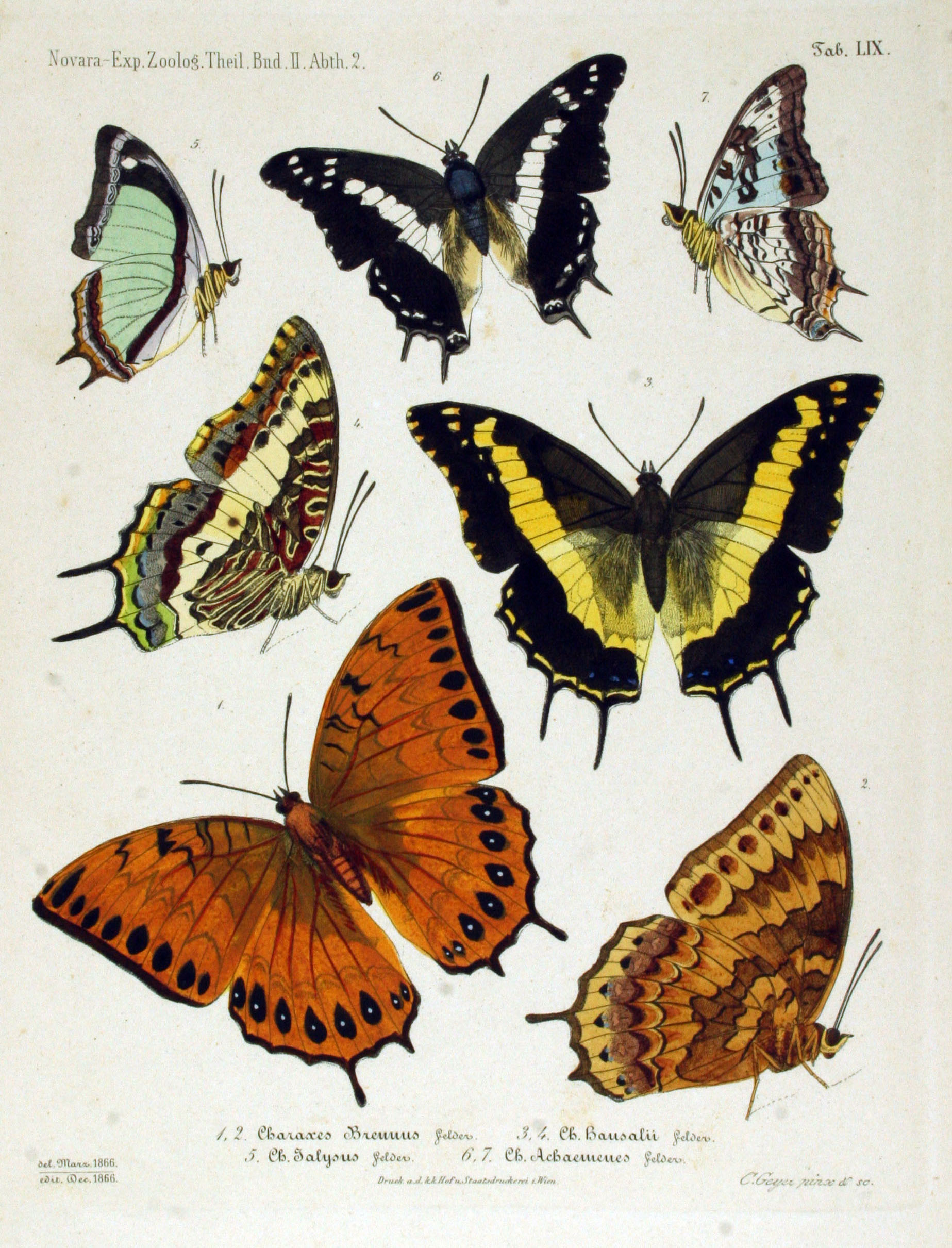